# 申亥
申亥（?—?），芈姓，名亥，申氏，春秋時期楚國芋尹，申无宇的儿子。
前529年（鲁昭公十三年、楚灵王十二年），子干、蔡公棄疾造反，楚灵王听到愛子太子祿及公子罷敵被杀，丧失希望，楚王沿汉水而下，打算到鄢地去。申亥说：“我父亲多次触犯王命，君王没有诛杀，还有比这更大的恩惠吗？對國君不忍心，對國君的恩惠不能捨弃，我願意跟隨国君。”就去寻找楚灵王，在棘门前见到楚灵王便一起回来。夏季，五月廿五日，楚灵王在申亥家上吊而死。申亥殺了两个女儿，陪葬楚灵王。
子干自立為王，後蔡公棄疾又假傳楚灵王率師回國定亂的消息，迫使子干自害。棄疾即位，是為楚平王。
过了几年，芋尹申亥把楚灵王的墓所报告楚平王，于是就改葬灵王。